# Ozyptila mingrelica
Ozyptila mingrelica là một loài nhện trong họ Thomisidae.
Loài này thuộc chi Ozyptila. Ozyptila mingrelica được miêu tả năm 1971 bởi Mcheidze.